# Calligonum junceum
Calligonum junceum е малък храст, родом от Централна Азия и Китай. Внесен е в Сахара. Има дълъг период на плододаване.